# Renhō
Renhō (anche Renho, Ren Ho o Ren Hou), pseudonimo di Ren'hō Murata (村田 蓮舫?, Murata Ren'hō; Tokyo, 28 novembre 1967), è una politica giapponese.
È stata la prima donna in Giappone ad assumere il ruolo di leader del Partito Democratico Progressista, dal 1º ottobre 2016 al 1º settembre 2017, nonché la prima persona di etnia mista a guidare uno dei maggiori partiti politici giapponesi.

## Biografia
Nata a Tokyo con il nome di Hsieh Lien-fang (謝蓮舫S, Xiè LiánfǎngP) da padre taiwanese (Xie Zhexin, 謝哲信S, Xiè ZhéxìnP) e madre giapponese (Keiko Saitō, 斉藤 圭子?, Saitō Keiko), ha studiato presso l'Istituto comprensivo di Aoyama laureandosi in diritto pubblico nel 1990. Dal 1995 al 1997 ha studiato cinese all'Università di Pechino. 
Nata come cittadina taiwanese, ha acquisito la cittadinanza giapponese solo nel 1985, quando la legge sulla nazionalità fu modificata per consentire ai figli con almeno un genitore giapponese di diventare a tutti gli effetti cittadini giapponesi. Ha adottato così il cognome della madre, Saitō, seguito dalla pronuncia giapponese del suo nome cinese. Ha in seguito deciso di farsi chiamare semplicemente Renhō.
Nel 1988 ha iniziato la carriera nel mondo dello spettacolo come ragazza immagine per la Clarion, per poi apparire in diversi programmi televisivi e radiofonici in qualità di opinionista. Nel 1993 ha lavorato come annunciatrice per la TV Asahi e la TBS, e in seguito come corrispondendone estera da Taiwan sempre per la TBS.
Nel 1993 ha sposato il giornalista Nobuyuki Murata, da cui ha avuto due gemelli nel 1997. È la secondogenita di tre fratelli, uno più grande di un anno e uno più piccolo di due. È parente alla lontana del politico taiwanese Mark Chen, ex segretario generale dell'Ufficio presidenziale della Repubblica di Cina.

## Carriera politica

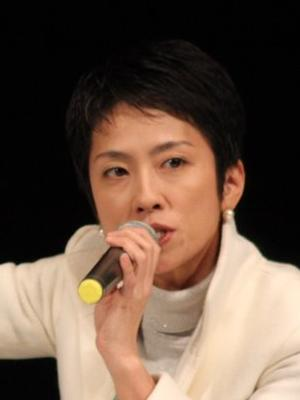
Renhō nel 2008

Renhō è entrata in politica nel 2004, venendo eletta alla Camera dei consiglieri in rappresentanza del Partito Democratico per la circoscrizione di Tokyo.
Dopo che il Partito Democratico ha assunto le redini del governo nel settembre 2009, Renhō si è battuta per ridurre gli sprechi fiscali ottenendo in tal modo il ruolo di ministro di Stato per le riforme amministrative e per la rivitalizzazione del governo prima sotto l'amministrazione Kan e poi nel governo Noda. Ha servito inoltre come ministro per gli affari dei consumatori e la sicurezza alimentare.
Ha vinto le elezioni per la Camera dei consiglieri anche nel 2010 e nel 2016, venendo eletta nello stesso anno presidente del Partito Democratico Progressista. È diventata così la prima donna in Giappone ad assumere tale ruolo, nonché la prima persona di etnia mista a guidare uno dei maggiori partiti politici giapponesi.
Nel luglio 2017, in seguito alla sconfitta del DP alle elezioni dell'Assemblea metropolitana di Tokyo, Renhō ha deciso di dimettersi dal suo ruolo di leader del partito e capo dell'opposizione.
In disaccordo con la linea di partito assunta dal DP dopo le elezioni del 2017, Renhō è poi entrata a far parte del Partito Democratico Costituzionale, raggruppamento di centro-sinistra fondato da Yukio Edano.

## Posizioni politiche
Fin dall'inizio della sua carriera politica Renhō si è occupata principalmente delle questioni politiche riguardo ai diritti dell'infanzia. È inoltre da sempre molto critica riguardo alle scelte diplomatiche del Giappone nei confronti della Repubblica Popolare Cinese, ed è una forte sostenitrice dell'indipendenza di Taiwan e del suo riconoscimento come Stato sovrano. Si è recata più volte a Taiwan per affari ufficiali e informali, ottenendo grande attenzione dal pubblico e dai media. Ha stretto inoltre importanti legami con i membri anziani del Partito Democratico Progressista di Taiwan.
Durante la campagna per le elezioni parlamentari, Renhō si è dichiarata contraria alla modifica dell'articolo 9 della Costituzione, che impone al Giappone di non avere un esercito vero e proprio. Si è espressa invece a favore dell'Abenomics, spingendo tuttavia per maggiori investimenti sull'istruzione e su altre questioni vicine alle donne come la cura dei figli, la parità di retribuzione e la protezione dalla violenza domestica. Ha anche escluso la formazione di un eventuale governo di coalizione con il Partito Comunista Giapponese e si oppone al Partenariato Trans-Pacifico.